# Ruriid
Ruriid ist eine winzige Insel im Inselstaat Palau im Pazifischen Ozean.

## Geographie
Die Insel gehört zu den vorgelagerten Inselchen der Insel Peleliu. Nur schmale Kanäle trennen die Inseln jeweils voneinander. Ruriid selbst liegt in der Bucht im Norden von Peleliu, direkt gegenüber dem Radar Hill. Die Insel ist dicht bewaldet und unbewohnt.